# 滇川山罗花
滇川山罗花（学名：Melampyrum klebelsbergianum）为玄参科山罗花属下的一个种。

## 扩展阅读
- 維基物種上的相關：滇川山罗花